# TG3
TG3 (abréviation de Telegiornale 3) est le nom du journal télévisé de la Rai 3.